# Lakatnik, Sofia
Lakatnik (în bulgară Лакатник) este un sat în comuna Svoghe, regiunea Sofia,  Bulgaria. 

## Demografie
Componența etnică a satului Lakatnik
     Bulgari (100%)
     Nicio identificare (0%)
     Altele (0%)
La recensământul din 2011, populația satului Lakatnik era de 115 locuitori. Din punct de vedere etnic, toți locuitorii erau bulgari.